# Боб Беррі
Боб Беррі (англ. Bob Berry; нар. 29 листопада 1943, Монреаль) — колишній канадський хокеїст, що грав на позиції крайнього нападника. Згодом — хокейний тренер.
Провів понад 500 матчів у Національній хокейній лізі.

## Ігрова кар'єра
Хокейну кар'єру розпочав 1968 року виступами за команду «Монреаль Канадієнс».
Протягом професійної клубної ігрової кар'єри, що тривала 11 років, захищав кольори команд «Монреаль Канадієнс», «Лос-Анджелес Кінгс», «Клівленд Баронс», «Монреаль Вояжерс», «Спрингфілд Індіанс» та «Форт-Ворт Тексанс».
Загалом провів 567 матчів у НХЛ, включаючи 26 ігор плей-оф Кубка Стенлі.

## Тренерська робота
1978 року повернувся до Лос-Анджелесу, де очолив «Лос-Анджелес Кінгс» та тренував «королів» три сезони до 1981 року. Боб тричі виводив каліфорнійців до плей-оф, де правда тричі зазнавав поразки в першому раунді. Він створив одну з найкращих ланок «королів»: Марсель Діонн, Чарлі Сіммер та Дейв Тейлор.
У 1981 році очолив найтитулованіший клуб ліги «Монреаль Канадієнс». У перших двох сезонах «канадці» займали перше та друге місце в дивізіоні але програвали в півфіналі дивізіону. Третій сезон став для Беррі останнім у клубі, він був звільнений після 63 матчу регулярного чемпіонату.
Беррі став дев'ятим головним тренером в історії «Піттсбург Пінгвінс» 4 червня 1984 року всього лише за 5 днів до Драфту НХЛ 1984, який проходив у «Монреаль-форумі» 9 червня, генеральний менеджер «пінгвінів» під першим номером обрав Маріо Лем'є. Правда за три сезони «Пінгвінс» під його керівництвом не потрапляв до плей-оф.
Повернувся до тренерської роботи в сезоні 1988/89, як асистент головного тренера Браяна Саттера в клубі «Сент-Луїс Блюз», а в сезоні 1992/93 очолив «блюзменів» клуб двічі потрапляв до плей-оф, показавши таким чином найкращий результат за останні чотири сезони.
У сезоні 1999/2000 один сезон працював асистентом головного тренера «Сан-Хосе Шаркс».

## Нагороди та досягнення
- Учасник матчу усіх зірок НХЛ — 1973, 1974.

## Статистика
| Сезон        | Клуб                 | Ліга         | Регулярний сезон | Регулярний сезон | Регулярний сезон | Регулярний сезон | Регулярний сезон | Плей-оф | Плей-оф | Плей-оф | Плей-оф | Плей-оф |
| Сезон        | Клуб                 | Ліга         | І                | Г                | П                | О                | ШХ               | І       | Г       | П       | О       | ШХ      |
| ------------ | -------------------- | ------------ | ---------------- | ---------------- | ---------------- | ---------------- | ---------------- | ------- | ------- | ------- | ------- | ------- |
| 1968–69      | «Монреаль Канадієнс» | НХЛ          | 2                | 0                | 0                | 0                | 0                |         |         |         |         |         |
| 1968–69      | «Клівленд Баронс»    | АХЛ          | 68               | 24               | 29               | 53               | 104              | 5       | 0       | 3       | 3       | 10      |
| 1969–70      | «Монреаль Вояжерс»   | АХЛ          | 71               | 18               | 41               | 59               | 104              | 8       | 1       | 0       | 1       | 11      |
| 1970–71      | «Лос-Анджелес Кінгс» | НХЛ          | 77               | 25               | 38               | 63               | 52               |         |         |         |         |         |
| 1971–72      | «Лос-Анджелес Кінгс» | НХЛ          | 78               | 17               | 22               | 39               | 44               |         |         |         |         |         |
| 1972–73      | «Лос-Анджелес Кінгс» | НХЛ          | 78               | 36               | 28               | 64               | 75               |         |         |         |         |         |
| 1973–74      | «Лос-Анджелес Кінгс» | НХЛ          | 77               | 23               | 33               | 56               | 56               | 5       | 0       | 0       | 0       | 0       |
| 1974–75      | «Лос-Анджелес Кінгс» | НХЛ          | 80               | 25               | 23               | 48               | 60               | 3       | 1       | 2       | 3       | 2       |
| 1975–76      | «Лос-Анджелес Кінгс» | НХЛ          | 80               | 20               | 22               | 42               | 37               | 9       | 1       | 1       | 2       | 0       |
| 1976–77      | «Лос-Анджелес Кінгс» | НХЛ          | 69               | 13               | 25               | 38               | 20               | 9       | 0       | 3       | 3       | 4       |
| 1976–77      | «Форт-Ворт Тексанс»  | ЦПХЛ         | 7                | 4                | 4                | 8                | 0                |         |         |         |         |         |
| 1977–78      | «Спрингфілд Індіанс» | АХЛ          | 74               | 26               | 27               | 53               | 56               | 4       | 0       | 0       | 0       | 0       |
| Усього в НХЛ | Усього в НХЛ         | Усього в НХЛ | 541              | 159              | 191              | 350              | 344              | 26      | 2       | 6       | 8       | 6       |

## Тренерська статистика
| Команда | Сезон   | Регулярний сезон | Регулярний сезон | Регулярний сезон | Регулярний сезон | Регулярний сезон | Регулярний сезон | Плей-оф                          |
| Команда | Сезон   | І                | В                | П                | Н                | О                | Результат        | Результат                        |
| ------- | ------- | ---------------- | ---------------- | ---------------- | ---------------- | ---------------- | ---------------- | -------------------------------- |
| ЛАК     | 1978–79 | 80               | 34               | 34               | 12               | 80               | 3-є в ДН         | програш у попередньому раунді    |
| ЛАК     | 1979–80 | 80               | 30               | 36               | 14               | 74               | 2-е в ДН         | програш у попередньому раунді    |
| ЛАК     | 1980–81 | 80               | 43               | 24               | 13               | 99               | 2-е в ДН         | програш у попередньому раунді    |
| МОН     | 1981–82 | 80               | 46               | 17               | 17               | 109              | 1-е у ДА         | програш у півфіналі дивізіону    |
| МОН     | 1982–83 | 80               | 42               | 24               | 14               | 98               | 2-е у ДА         | програш у півфіналі дивізіону    |
| МОН     | 1983–84 | 63               | 28               | 30               | 5                | (75)             | 4-е у ДА         | звільнений                       |
| ПІТ     | 1984–85 | 80               | 24               | 51               | 5                | 53               | 6-е у ДП         | не вийшли                        |
| ПІТ     | 1985–86 | 80               | 34               | 38               | 8                | 76               | 5-е у ДП         | не вийшли                        |
| ПІТ     | 1986–87 | 80               | 30               | 38               | 12               | 72               | 5-е у ДП         | не вийшли                        |
| СТЛ     | 1992–93 | 73               | 33               | 30               | 10               | (85)             | 4-е в ДН         | програш у фіналі дивізіону       |
| СТЛ     | 1993–94 | 84               | 40               | 33               | 11               | 91               | 4-е в ЦД         | програш у чвертьфіналі дивізіону |
| Усього  | Усього  | 860              | 384              | 355              | 121              |                  |                  |                                  |